# Миколо-Мусіївка
Миколо-Мусі́ївка — село в Україні, у Новопокровській селищній громаді Дніпровського району Дніпропетровської області Населення — 73 мешканці.

## Географія
Село Миколо-Мусіївка знаходиться за 1 км від села Кашкарівка і за 2,5 км від села Іверське. Селом протікає висихний струмок з загатою.

## Населення

### Мова
Розподіл населення за рідною мовою за даними перепису 2001 року:
| Мова       | Відсоток |
| ---------- | -------- |
| українська | 95,9 %   |
| російська  | 4,1 %    |

## Інтернет-посилання
- Погода в селі Миколо-Мусіївка [Архівовано 7 червня 2016 у Wayback Machine.]

1. ↑  Рідні мови в об'єднаних територіальних громадах України — Український центр суспільних даних